# 青木正久
青木 正久（あおき まさひさ、1923年1月22日 - 2001年8月6日）は、日本の政治家。環境庁長官（第20代）、衆議院議員（7期、自由民主党）。
父は自治庁長官を務めた青木正。

## 経歴
埼玉県北埼玉郡、のちの川里村（川里町を経て現鴻巣市）出身。東京大学法学部卒業後の1947年、東京新聞社に入社。ロンドン支局長、ニューヨーク支局長、政治部長、編集局長などを歴任した後、1966年退社し、翌1967年の衆院選に父・正の地盤を継ぎ旧埼玉4区から立候補し初当選。自民党内では中曽根康弘→渡辺美智雄派に属す。1988年12月、竹下改造内閣の環境庁長官として初入閣。翌年6月まで務めた。それ以降は地球環境問題をライフワークとするようになり、1992年、環境と開発に関する国際連合会議に参加。また同年発足した地球環境行動会議（初代会長は竹下登）の事務総局長を務めたが、1993年の衆院選で落選した。当選通算7回。
小選挙区比例代表並立制が導入された1996年の衆院選時、青木は当初埼玉13区の自民党支部長となり、自民党の公認も得て立候補の準備を進めていたが、選挙直前に埼玉県知事土屋義彦の次女土屋品子が埼玉13区から無所属で立候補することを表明。土屋父子に配慮した新進党と民主党は候補者擁立を見送った。青木はなおも立候補の意向であったが、土屋父子の地元春日部市での品子の大量得票が予想され、自民党は青木の当選は困難と判断。青木は小選挙区からの立候補を断念し、比例北関東ブロックからの立候補を検討したが、当選可能な名簿順位を得られない見通しとなり、選挙不出馬となった。
1996年11月の秋の叙勲で勲一等に叙され、瑞宝章を受章した。
その後も国政復帰の意思を示し、後援会も存続。1999年の第14回統一地方選挙埼玉県議会議員選挙に自身の秘書を20年以上にわたって務めた鈴木聖二が東1区（行田市）から立候補。青木と青木後援会はその応援に回った。鈴木は初当選を果たし、青木は後援会を鈴木に託して政界から引退した。国会を離れてからも地球環境問題に関する著作を発表するなど、精力的に地球環境問題に取り組んだ。
2001年8月6日、心不全のため死去した。78歳没。

## 受賞(章)歴
- 第3回日本文芸賞特別賞（1983年）[1]
- オーストリア グランド・デコレーション・オナー（1986年）[1]
- 文芸春秋ベストエッセイスト賞（1986年）[1]
- 勲一等瑞宝章（1996年）

## 所属団体・議員連盟
- 音楽議員連盟 (現文化芸術振興議員連盟)副会長[4]
- 日本吹奏楽指導者協会名誉会長 (1991年)[4]

## 著書
- 『薔薇 : バラの文化史』作品社、1956年。
- 『これからのバラ作り』誠文堂新光社、1959年。
- 『海外特派員』角川書店、1959年。
- 『世界バラの旅』社会思想社〈現代教養文庫〉、1962年。
- 『薔薇物語』光和堂、1965年。
- 『世界のバラ』海南書房、1971年。
- 『魔女のガウン 地球環境物語』ぎょうせい、1994年。 ISBN 4-324-04256-X
- 『国会議員のふつうの生活』文藝春秋、1994年。 ISBN 4-16-349330-1